# Cleora nigrifasciata
Cleora nigrifasciata är en fjärilsart som beskrevs av W. Warren 1905. Cleora nigrifasciata ingår i släktet Cleora och familjen mätare. Inga underarter finns listade i Catalogue of Life.